# Otto Hill (Politiker)
Otto Max Hill (* 7. Dezember 1894 in Schwäbisch Gmünd; † 15. Dezember 1967) war ein deutscher Politiker (NSDAP).

## Leben
Von 1901 bis 1905 besuchte Hill die Volksschule, anschließend von 1905 bis 1911 die Realgymnasien in Schwäbisch Gmünd und Stuttgart. Es folgte die kaufmännische Ausbildung im elterlichen Handelsgeschäft. Seit 1914 war er Textilkaufmann bei einer Stuttgarter Tuchgroßhandlung. 1916 wurde Otto Hill zum Kriegsdienst eingezogen, 1917 erhielt er das EK II und die württembergische silberne Militärverdienstmedaille. 1918 bis 1920 verbrachte er in französischer Kriegsgefangenschaft. 1920 trat er in die Firma seines Bruders ein, wurde dort 1922 Prokurist und 1923 Gesellschafter. Zugleich war er ab 1923 Gesellschafter der Stuttgart Zigarettenfabrik Fortuna GmbH. Weitere Stationen seiner beruflichen Laufbahn waren 1925 bis 1927 Verkaufsleiter bei einer Schokoladenfabrik in Stuttgart und 1927 bis 1928 Organisationsleiter bei der Eiernudelfabrik Burkhardt KG in Ludwigsburg. 1938 wurde er Direktor der Württembergischen Landessparkasse und Mitglied der Gauwirtschaftskammer.

## Politik
Ursprünglich Mitglied der DVP trat er zum 27. Mai 1925 in die NSDAP ein (Mitgliedsnummer 5.993). Er erhielt das Goldene Parteiabzeichen und die Partei-Dienstabzeichen in Bronze, Silber und Gold. Seit 1928 war er Mitglied, von 1934 bis 1937 Vorsitzender des Gaugerichts Württemberg-Hohenzollern. 1938 bis 1944 war er ehrenamtlicher Gauinspekteur. 
Hill war 1933 für einige Monate lang Abgeordneter des Landtages von Württemberg.
Nachdem er bei der Reichstagswahl am 29. März 1936 erfolglos kandidiert hatte, trat er am 27. Januar 1938 im Nachrückverfahren für den Abgeordneten Adolf Kling als Abgeordneter in den nationalsozialistischen Reichstag ein, in dem er bis zum Ende der Wahlperiode im Mai 1938 den Wahlkreis 31 vertrat.
Nach dem Krieg wurde er nach 3 Jahren Haft und Internierung am 10. August 1948 durch die Spruchkammer des Internierungslagers Ludwigsburg als „Hauptschuldiger“ zu drei Jahren Arbeitslager verurteilt, verbunden mit Vermögenseinzug, zehn Jahren Berufsverbot und Tragen der Verfahrenskosten von 40.000 DM.